# Зеленицька сільська рада
Зеленицька сільська рада — адміністративно-територіальна одиниця та орган місцевого самоврядування у Барашівському і Ємільчинському районах Коростенської і Волинської округ, Київської й Житомирської областей Української РСР та України з адміністративним центром у с. Зелениця.

## Населені пункти
Сільській раді були підпорядковані населені пункти:
- с. Зелениця
- с. Вікторівка
- с. Гута-Зеленицька
- с. Дуга
- с. Ольхівка

## Населення
Кількість населення ради, станом на 1923 рік, становила 1 554 особи, кількість дворів — 256, у 1924 році налічувалося 3 015 осіб.
У 1926 році чисельність населення сільської ради становила 1 567 осіб.
Кількість населення ради, станом на 1931 рік, становила 1 782 особи.
Відповідно до результатів перепису населення СРСР, кількість населення ради, станом на 12 січня 1989 року, становила 530 осіб.
Станом на 5 грудня 2001 року, відповідно до перепису населення України, кількість мешканців сільської ради становила 469 осіб.

## Склад ради
Рада складалась з 12 депутатів та голови.

## Керівний склад сільської ради
| ПІБ                          | Основні відомості                                                                                  | Дата обрання | Дата звільнення |
| ---------------------------- | -------------------------------------------------------------------------------------------------- | ------------ | --------------- |
| Наумович Валентина Василівна | Сільський голова, 1970 року народження, освіта, позапартійна                                       | 26.03.2006   | 31.10.2010      |
| Попроцький Леонід Якович     | Сільський голова, 1971 року народження, освіта вища, член Всеукраїнського об'єднання «Батьківщина» | 31.10.2010   |                 |

Примітка: таблиця складена за даними джерела

## Історія
Створена 1923 року в складі слобід Зелениця, Гута-Зеленицька, хутора Дуга та колоній Вулька-Зеленицька, Гонорин і Гонорівка Барашівської волості Коростенського повіту Волинської губернії. 12 січня 1924 року, відповідно до рішення Волинської ГАТК (протокол № 6/1) «Про зміни в межах округів, районів і сільрад», до складу ради включено кол. Хотиж Сушківської сільської ради, с. Рудня-Баранівська, х. Баранівка та кол. Лясовиця Олександрівської сільської ради Барашівського району. 8 вересня 1925 року колонії Вулька Зеленицька, Гонорин, Лясовиця, Хотиж та слоб. Гонорівка передані до складу новоствореної Гоноринської сільської ради Барашівського району.
Станом на 1 вересня 1946 року сільська рада входила до складу Барашівського району Житомирської області, на обліку в раді перебували села Гута-Зеленицька, Зелениця, Рудня-Баранівка та хутори Баранівка і Дуга.
6 лютого 1956 року, відповідно до рішення Житомирського облвиконкому № 95 «Про перечислення окремих населених пунктів в межах Дзержинського, Барашівського і Радомишльського районів», с. Рудня-Баранівська передане до складу Сушківської сільської ради Барашівського району. 29 червня 1960 року, відповідно до рішення Житомирського облвиконкому № 672 «Про об'єднання деяких населених пунктів в районах області», через фактичне злиття населених пунктів х. Баранівка об'єднаний із с. Рудня-Баранівська в одне село — Рудня. 20 травня 1963 року, відповідно до рішення Житомирського ОВК № 241 «Про зміни в адміністративно-територіальному поділі Малинського та Ємільчинського районів», до складу ради включено села Новина та Олександрівка Сушківської сільської ради Ємільчинського району. 9 грудня 1966 року, відповідно до рішення Житомирського ОВК № 638 «Про зміни в адміністративному підпорядкуванні деяких населених пунктів області», села Новина, Олександрівка та Рудня передані до складу Сушківської сільської ради Коростенського району.
На 1 січня 1972 року сільська рада входила до складу Ємільчинського району Житомирської області, на обліку в раді перебували села Гута-Зеленицька, Дуга та Зелениця.
21 серпня 1989 року, відповідно до рішення Житомирського ОВК № 212 «Про деякі питання адміністративно-територіального устрою», до складу ради включено села Вікторівка та Вільхівка (згодом — Ольхівка) Рясненської сільської ради Ємільчинського району.
Виключена з облікових даних 17 липня 2020 року. Територію та населені пункти, відповідно до розпорядження Кабінету Міністрів України № 711-р від 12 червня 2020 року «Про визначення адміністративних центрів та затвердження територій територіальних громад Житомирської області», включено до складу Барашівської сільської територіальної громади Новоград-Волинського району Житомирської області.
Входила до складу Барашівського (7.03.1923 р.) та Ємільчинського (30.12.1962 р.) районів.